# 태청산
태청산(太淸山)은 전라남도 영광군 대마면과 장성군 삼서면 사이에 걸쳐 있는 해발 593m의 산이다. 내장산에서 호남정맥을 거쳐 남서쪽으로 뻗은 산등성이에서 입암산, 방장산, 문수산, 고성산과 같이 솟아 오른 산이며, 영광군 내에서 가장 높은 산이다. 다만 이 산에서는 장성군, 함평군 등은 물론 인접 전라북도 고창군까지도 선명하게 보인다. 산 중턱에 수량이 풍부하고 물맛이 매우 우수하기 때문에 대마막걸리를 생산한다.

## 미디어
- KBS 2TV : 《영상앨범 산》

## 같이 보기
- 한국의 산 목록
- 내장산